# Take Me Back (Tinchy Stryder)
Take Me Back is een nummer van de Britse rapper/zanger Tinchy Stryder uit 2009, in samenwerking met de eveneens Britse zanger Taio Cruz. Het is de tweede single van Catch 22, het tweede studioalbum van Tinchy Stryder.
"Take Me Back" gaat over een jongen die er spijt van heeft dat hij zijn ex-vriendin heeft bedrogen. Hij is bereid zijn ontrouw toe te geven en smeekt zijn ex bij hem terug te komen. Het nummer werd een grote hit in het Verenigd Koninkrijk, waar het de 3e positie behaalde. In Nederland bereikte de plaat geen hitlijsten, terwijl het in Vlaanderen de 11e positie in de tipparade bereikte.

## Tracklijst
Cd-single
1. "Take Me Back" (radioversie) - 3:32
2. "Take Me Back" (remix) (featuring Sway & Chipmunk) - 5:26
3. "Take Me Back" (Sunship remix) - 3:19
4. "Rollin'" - 2:54

Muziekdownload
1. "Take Me Back" (Sunship remix) - 3:19
2. "Take Me Back" (Vito Benito remix) - 3:45